# Université de technologie de Compiègne
Université de technologie de Compiègne är ett offentligt forskningsuniversitet beläget i Compiègne, Frankrike. En grundläggande princip för UTC är utbildning av ingenjörer och medborgare inspirerade av den humanistiska filosofin. Utöver utbildning i grundläggande vetenskap (till exempel matematik och teoretisk fysik) och ingenjörsvetenskap (till exempel termodynamik och polymerfysik), betonar läroplanen också humaniora och samhällsvetenskap (till exempel filosofi, vetenskapshistoria och ingenjörsvetenskap, journalistik). Det övergripande målet är att utbilda humanistiska vetenskapsmän och teknologer som kan lösa problem inom en medveten och etisk ram av miljömässiga, sociala och samhälleliga konsekvenser.

## Kända professorer
- Bernard Stiegler, en fransk filosof